# Вильнёв-Сен-Жермен (культура)
Культура (группа) Вильнёв-Сен-Жермен, фр. Groupe de Villeneuve-Saint-Germain, в археологической литературе нередко сокращённо обозначается V.S.G. — археологическая культура, или, точнее, культурная группа эпохи раннего неолита во Франции. Потомок культуры кардиальной керамики. В Парижском бассейне около 5000 г. до н. э. вытеснила вторженцев — носителей западной линейно-ленточной керамики.
Занимала север Франции, в особенности Парижский бассейн, и простиралась до территории современной западной Бельгии, где её называют «бликийской культурой» (Blicquien). Существовала на рубеже 6-5 тыс. до н. э. (5100-4700 гг. до н. э.), после чего её сменила культура Серни.
Обнаружена и описана в 1970-х гг. в ходе спасательной экспедиции (в долине Уазы планировалось проложить канал) под руководством Б. Судского, по инициативе которого возник долгосрочный проект по изучению культуры с применением математических и компьютерных методов.
Названа в честь коммуны Вильнёв-Сен-Жермен в департаменте Эн. Памятники культуры обнаружены во многих коммунах Франции.